# Dani de Wit
Dani de Wit (Hoorn, 28 gennaio 1998) è un calciatore olandese, centrocampista dell'Utrecht.

## Caratteristiche tecniche
Centrocampista centrale molto prolifico in zona gol, può essere impiegato anche come trequartista.

## Carriera

### Club
Cresciuto nel settore giovanile dell'Ajax, si mette in mostra nella stagione 2017-2018 segnando 13 reti in 33 presenze con la squadra riserve dei Lancieri, dando un importante contributo alla vittoria della Eerste Divisie.
Il 6 gennaio 2018 rinnova il contratto con l'Ajax fino al 2020 ed il mese successivo esordisce con la prima squadra disputando l'incontro pareggiato 0-0 contro l'ADO Den Haag.
Il 22 agosto 2018 debutta in UEFA Champions League scendendo in campo nel match vinto per 3-1 contro la Dinamo Kiev.
Nell'estate del 2019, passa all'AZ Alkmaar per 2 milioni di euro.

### Nazionale
Nel 2017 con la Nazionale Under-19 olandese ha disputato gli Europei di categoria, conclusi al terzo posto.

## Statistiche

### Presenze e reti nei club
Statistiche aggiornate al 7 novembre 2021.
| Stagione          | Squadra           | Campionato        | Campionato | Campionato | Coppe nazionali | Coppe nazionali | Coppe nazionali | Coppe continentali | Coppe continentali | Coppe continentali | Altre coppe | Altre coppe | Altre coppe | Totale | Totale |
| Stagione          | Squadra           | Comp              | Pres       | Reti       | Comp            | Pres            | Reti            | Comp               | Pres               | Reti               | Comp        | Pres        | Reti        | Pres   | Reti   |
| ----------------- | ----------------- | ----------------- | ---------- | ---------- | --------------- | --------------- | --------------- | ------------------ | ------------------ | ------------------ | ----------- | ----------- | ----------- | ------ | ------ |
| 2016-2017         | Jong Ajax         | 1D                | 4          | 0          | -               | -               | -               | -                  | -                  | -                  | -           | -           | -           | 4      | 0      |
| 2017-2018         | Jong Ajax         | 1D                | 33         | 13         | -               | -               | -               | -                  | -                  | -                  | -           | -           | -           | 33     | 13     |
| 2018-2019         | Jong Ajax         | 1D                | 16         | 5          | -               | -               | -               | -                  | -                  | -                  | -           | -           | -           | 16     | 5      |
| Totale Jong Ajax  | Totale Jong Ajax  | Totale Jong Ajax  | 53         | 18         |                 | -               | -               |                    | -                  | -                  |             | -           | -           | 53     | 18     |
| 2017-2018         | Ajax              | ED                | 1          | 0          | CO              | 0               | 0               | UCL+UEL            | 0+0                | 0+0                | -           | -           | -           | 1      | 0      |
| 2018-2019         | Ajax              | ED                | 4          | 0          | CO              | 3               | 0               | UCL                | 4                  | 0                  | -           | -           | -           | 11     | 0      |
| ago.-set. 2019    | Ajax              | ED                | -          | -          | CO              | -               | -               | UCL                | 2                  | 0                  | -           | -           | -           | 2      | 0      |
| Totale Ajax       | Totale Ajax       | Totale Ajax       | 5          | 0          |                 | 3               | 0               |                    | 6                  | 0                  |             | -           | -           | 14     | 0      |
| set. 2019-2020    | AZ Alkmaar        | ED                | 22         | 3          | CO              | 3               | 2               | UEL                | 8                  | 0                  | -           | -           | -           | 33     | 5      |
| 2020-2021         | AZ Alkmaar        | ED                | 20         | 4          | CO              | 0               | 0               | UCL+UEL            | 2+5                | 0+1                | -           | -           | -           | 27     | 5      |
| 2021-2022         | AZ Alkmaar        | ED                | 37         | 10         | CO              | 4               | 1               | UEL+UECL           | 2 +8               | 0                  | -           | -           | -           | 51     | 11     |
| 2022-2023         | AZ Alkmaar        | ED                | 18         | 5          | CO              | 1               | 1               | UECL               | 13                 | 7                  | -           | -           | -           | 32     | 13     |
| 2023-2024         | AZ Alkmaar        | ED                | 9          | 5          | CO              | 0               | 0               | UECL               | 6                  | 1                  | -           | -           | -           | 15     | 6      |
| Totale AZ Alkmaar | Totale AZ Alkmaar | Totale AZ Alkmaar | 106        | 27         |                 | 8               | 4               |                    | 44                 | 9                  |             | -           | -           | 158    | 39     |
| Totale carriera   | Totale carriera   | Totale carriera   | 164        | 45         |                 | 11              | 4               |                    | 50                 | 9                  |             | -           | -           | 225    | 58     |

## Palmarès

### Club

#### Competizioni nazionali
- Eerste Divisie: 1

Jong Ajax: 2017-2018
- Coppa dei Paesi Bassi: 1

Ajax: 2018-2019
- Campionato olandese: 1

Ajax: 2018-2019
- Supercoppa dei Paesi Bassi: 1

Ajax: 2019

### Individuale
- Squadra del torneo degli Europei Under-21: 1

Ungheria-Slovenia 2021